# Cape North-schiereiland
Het Cape North-schiereiland is een schiereiland in de Canadese provincie Newfoundland en Labrador. Het ligt in het oosten van de regio Labrador.

## Geografie
Het schiereiland bevindt zich in het uiterste oosten van het enorme Oost-Canadese schiereiland Labrador. Het heeft langs zijn zuidwest-noordoostas een lengte van 13 km tegenover een gemiddelde breedte van 5 km. Het heeft een oppervlakte van ongeveer 75 km². Het dankt haar naam aan de noordelijke kaap, die bekendstaat als Cape North.
Bij de kaap staat een nog steeds dienstdoende stalen skeletvuurtoren (bouwjaar 1909), evenals twee stenen cairns.
Het Cape North-schiereiland grenst in het zuiden aan de Table Bay, in het westen aan de Isthmus Bay en in het noorden en oosten aan de open wateren van de Labradorzee. Het is met het Labradorse vasteland verbonden via een 1 km brede landengte op het smalste punt tussen beide voornoemde baaien. Net ten zuiden van de landengte ligt de Table Hill.
Het schiereiland is relatief onregelmatig gevormd, met verschillende inhammen en landtongen. Bij verre de grootste inhammen van het Cape North-schiereiland zijn de oostelijke Mullins Cove en de noordwestelijke Curlew Harbour. In het uiterste noorden, net ten zuidoosten van de kaap, ligt de Cape North Cove. Daar bevindt zich de kleine, niet-permanent bewoonde vissersnederzetting North Cove. 
Rondom het schiereiland liggen langs alle zijden zowel grote als kleine eilanden.